# Бураковски, Андре
Андре Маркус Бураковски (швед. André Burakovsky, Burakowsky; род. 9 февраля 1995, Клагенфурт-ам-Вёртерзе) — шведский хоккеист, крайний нападающий клуба НХЛ «Чикаго Блэкхокс». Двукратный обладатель Кубка Стэнли: в 2018 году в составе «Вашингтон Кэпиталз» и в 2022 году в составе «Колорадо Эвеланш». Бронзовый призер чемпионата мира в составе сборной Швеции (2024).

## Карьера игрока

### Ранние годы
Андре родился в Австрии, в семье шведского хоккеиста Роберта Бураковски, который на тот момент выступал за австрийский клуб «Клагенфурт».
В возрасте 16 лет Бураковски дебютировал во время сезона 2011-12 во втором шведском дивизионе в составе команды «Мальмё Редхокс», за которую выступал два сезона.

### Клубная карьера
Бураковски был выбран клубом «Вашингтон Кэпиталз» на драфте НХЛ 2013 года в первом раунде под общим 23-м номером. 4 сентября 2013 года Андре подписал с клубом трёхлетний контракт новичка, а затем присоединился к команде «Эри Оттерз» из Хоккейной лиги Онтарио (OHL). За сезон 2013-14 он набрал 87 (41+46) очков в 57 матчах.
10 октября 2014 года швед в дебютном матче за «столичных» забил свой первый гол в НХЛ в ворота «Монреаль Канадиенс». Бураковски стал 13-м игроком в истории «Кэпиталз», забрасывавшим свою первую шайбу в первом же матче за клуб.
В мае 2015 года Андре забросил две шайбы в четвёртом матче 2-го раунда Кубка Стэнли против «Рейнджерс» (2:1, счёт в серии — 3-1). Таким образом, 20-летний швед стал самым молодым игроком в истории «Кэпиталз», оформившим дубль в игре плей-офф.
Основную часть сезона 2014/15 Бураковски провёл в составе «Вашингтона», время от времени выступая в фарм-клубе «Херши Беарс». В регулярном чемпионате НХЛ он набрал 22 (9+13) очка в 53 играх, в матчах плей-офф — 3 (2+1) очка в 11 играх.

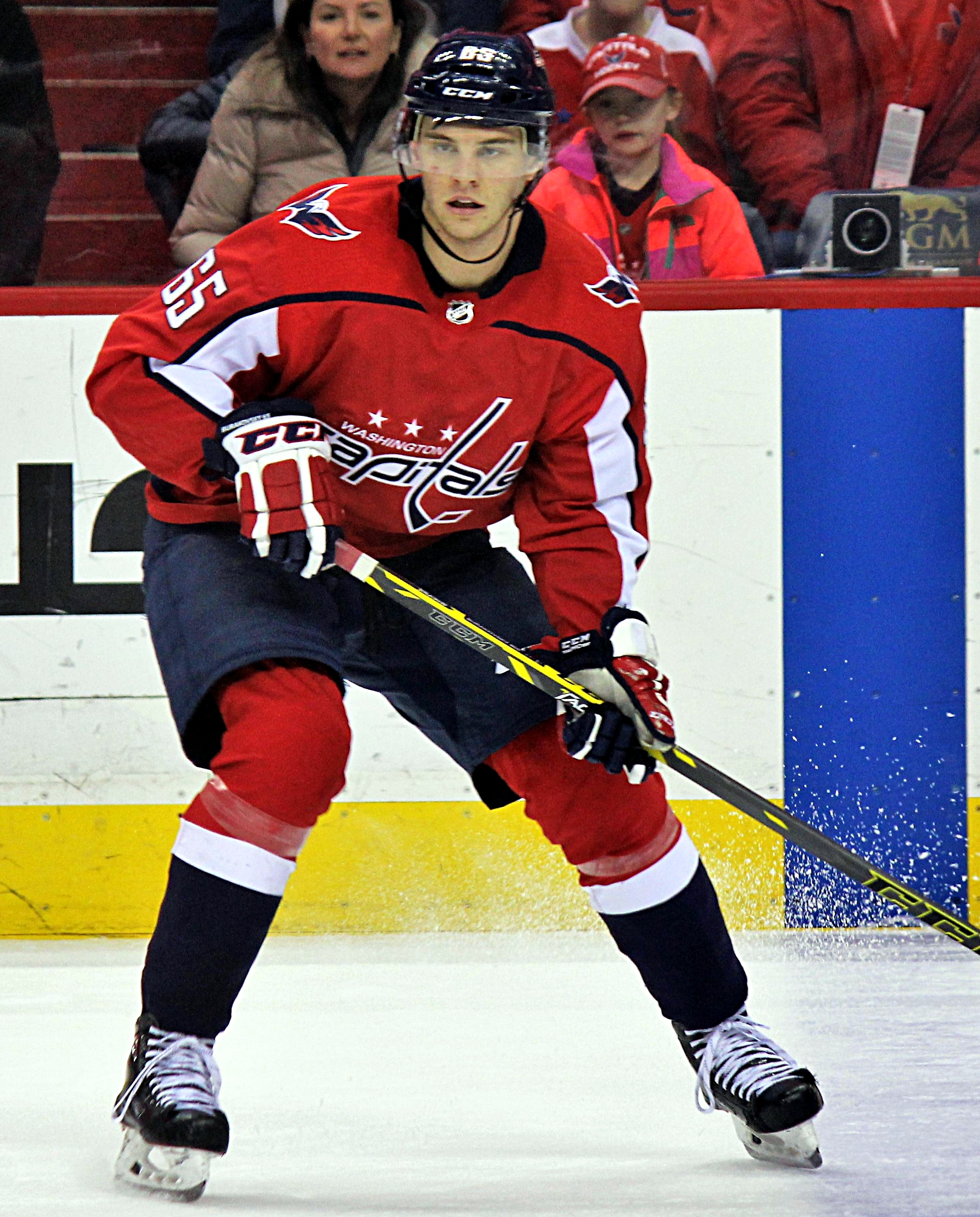
В составе «Кэпиталз» в 2018 году

В сезоне 2015/16 Бураковски закрепился в топ-6, выступая на левом фланге второго звена вместе с Евгением Кузнецовым и Джастином Уильямсом.
В феврале 2016 года нападающий провёл свой 100-й матч в регулярных чемпионатах НХЛ. Юбилейной стала встреча с «Нью-Джерси Девилз», в которой Андре забил первый из голов столичного клуба.
Начиная с сезона 2016/17 чаще всего стал играть в третьем звене с Ларсом Эллером и Бреттом Коннолли. Летом 2017 года продлил контракт с «Кэпс» на 2 года на общую сумму $ 6 млн.
В сезоне 2017/18 в составе «Вашингтона» стал обладателем Кубка Стэнли. В плей-офф шведский хоккеист получил травму во 2 матче серии с «Коламбусом Блю Джекетс» и пропустил оставшиеся матчи этой серии, серию с «Питтсбургом Пингвинз» и первый матч финала Восточной конференции против «Тампы-Бэй Лайтнинг» — всего 11 матчей. Две своих шайбы в матчах на вылет Бураковски забросил в 7-м матче против «Тампы» и помог команде победить в матче 4:0 и серии 4-3.
28 июня 2019 года был обменян в «Колорадо Эвеланш» на нападающего Скотта Космачука и выборы во втором и третьем раундах драфта 2020 года. 15 июля 2019 года подписал однолетний контракт с «Эвеланш» на 3,25 млн долларов. В сезоне 2019/20 набрал 45 очков (20+25) в 58 матчах. 4 февраля 2020 года набрал 4 очка (1+3) в матче против «Баффало Сейбрз». В плей-офф Бураковски был одним из лидеров нападения «Эвеланш», набрав 17 очков (7+10) в 15 матчах.
10 октября 2020 года продлил контракт с «Эвеланш» на два года на 9,8 млн долларов. 10 мая 2021 года забросил свою 100-ю шайбу в НХЛ. В сезоне 2020/21 набрал 44 очка (19+25) в 53 матчах.
12 декабря 2021 года сделал свой первый хет-трик в НХЛ в матче против «Флориды Пантерз». В регулярном сезоне 2021/22 сыграл 80 матчей и набрал рекордное для себя 61 очко (22+39).

### Международная карьера
Серебряный призёр чемпионатов мира среди юниоров 2012 и 2014 гг. в составе сборной Швеции. Участник чемпионата мира 2016 года в России: 3 матча и 1 очко (1+0).

## Статистика
| Легенда | Легенда                    | Легенда | Легенда                   | Легенда | Легенда    |
| ------- | -------------------------- | ------- | ------------------------- | ------- | ---------- |
| И       | Количество проведённых игр | Штр     | Штрафное время            | +/−     | Плюс-минус |
| Г       | Голы                       | П       | Голевые передачи          | О       | Очки       |
| -       | Статистика неизвестна      | —       | Статистика не учитывалась |         |            |